# 銷釘

销可起定位或连接作用。定位销用来固定零件之间相对位置，是组合加工和装配时的重要辅助零件。连接销起连接作用，可传递运动和不大的转矩等载荷。销还可作为安全零件使用，当载荷过大时，首先失效而保护了别的重要零件。销钉一般选用35号或45号的中碳钢制作，强度极限不低于490~588Mpa，常用的型式有圆柱销、圆锥销、开口销等，均已标准化。此外还有槽销及其他特殊形状的销。

## 类型

### 圆柱销
圆柱销靠过盈配合（H7/n6）固定在销孔中，经多次拆装会降低其定位精度和可靠性。埋入每一被联接件的长度应大于销直径的1~2倍。
| 类型         | 标准                  | 特点                               |
| ------------ | --------------------- | ---------------------------------- |
| 普通圆柱销   | GB/T 119.1-119.2—2000 | 主要用于定位， 也可用于联接        |
| 内螺纹圆柱销 | GB/T 120.1-120.2—2000 | B型有通气平面，用于不通孔          |
| 螺纹圆柱销   | GB/T 878—1986         | 用于精度要求不高的场合             |
| 带孔销       | GB/T 880—1986         | 用开口销锁定，拆卸方便，用于铰接处 |

### 圆锥销

圆锥销具有1:50的锥度，靠过盈与铰制孔配合。由于斜度很小，当承受横向力时，可以自锁，主要用于定位，也可用于固定零件，传递动力。圆锥销安装方便，定位精度高，可多次装拆而不影响定位精度。但对加工要求较高，需要专用的锥形铰刀来铰制。:533
当销孔为盲孔或拆卸困难时，可在销的一端开外螺纹或内螺纹。在有冲击、振动的场合，还可将锥销做成开尾圆锥销，装入销孔后，把末端开口撑开，以防松脱。

槽销，带倒角及全长平行沟槽

| 类型         | 标准          | 特点                                                           |
| ------------ | ------------- | -------------------------------------------------------------- |
| 普通圆锥销   | GB/T 117—2000 | 主要用于定位，也可用于固定零件、传递动力，多用于经常装拆的场合 |
| 内螺纹圆锥销 | GB/T 118—2000 | 用于不通孔                                                     |
| 螺尾圆锥销   | GB/T 881—2000 | 用于拆卸困难的场合                                             |
| 开尾圆锥销   | GB/T 877—1986 | 用于有冲击、振动的场合                                         |

### 槽销
槽销上沿圆柱面或圆锥面的母线方向用滚压或模锻方法制出3条纵向平行或锥形凹槽。凹槽的长度分别有全长、1/3全长（GB/T 13829.3-2004）和1/2全长（GB/T 13829.4-2004）三种。将槽销压入销孔后，凹槽产生收缩变形，固定在销孔中，能承受振动和变载荷。
| 类型         | 标准                            | 特点                                                          |
| ------------ | ------------------------------- | ------------------------------------------------------------- |
| 直槽销       | GB/T 13829.1-13829.2—2004       | 用于有严重振动和冲击载荷的场合                                |
| 中心槽销     | GB/T 118—2000、ISO8743、ISO8742 | 用做心轴，将带毂的零件固定在短槽处                            |
| 锥槽销       | GB/T 881—2000                   | 作用与圆锥销相似                                              |
| 半长倒锥槽销 | GB/T 877—1986                   | 用做轴杆                                                      |
| 有头槽销     | GB/T 13829.8-13829.9—2004       | 有圆头和沉头两种,可代替螺钉、抽芯铆钉，用以紧固标牌、管夹子等 |

### 弹性圆柱销

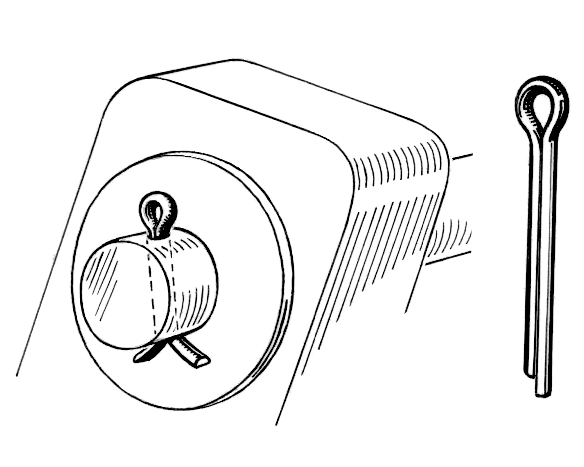
开口销与销轴配合使用

弹性销有卷制弹性圆柱销和直槽弹性圆柱销。其中直槽弹性圆柱销的材料可以是高碳钢或不锈钢，标准有ASME B18.2和ISO 8752。
- 卷制弹性圆柱销
- 直槽弹性圆柱销

### 开口销
开口销可与六角开槽螺母配合防止松脱。将开口销传入拧紧后的螺栓尾部小孔和螺母的槽内，将开口销尾部掰开与螺母侧面贴紧。适用于较大冲击、振动的高速机械中运动部件的联接。:209
开口销还可与销轴配合，用于铁路和开口销承受交变横向力的场合。

## 使用

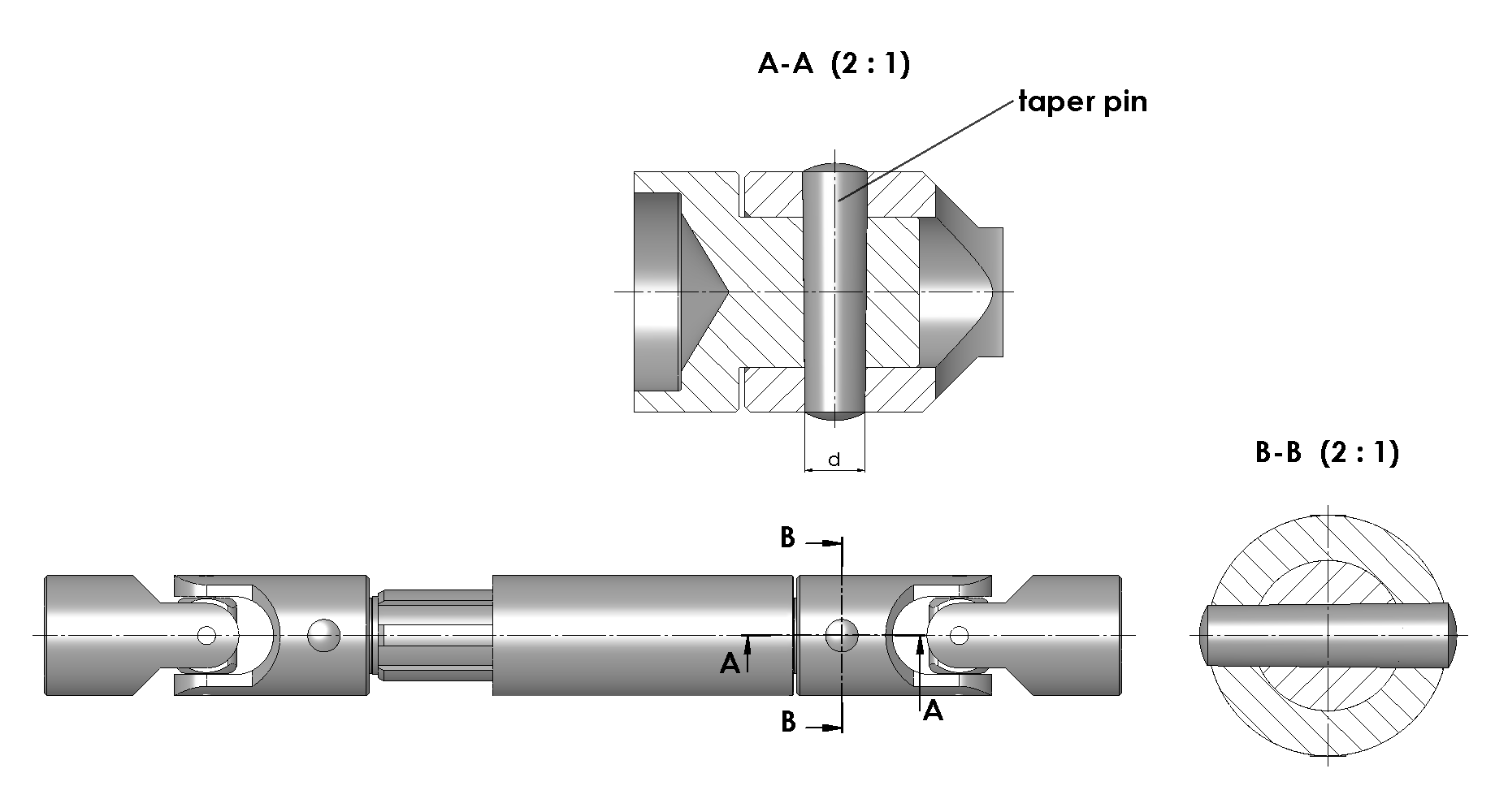
圆锥销作为联接销使用。

### 联接销
联接销可用于轴与毂的联接或其他零件的联接。被联接零件上的销钉孔的位置精度对联接精度影响很大，甚至可能影响到销的装配。为此，常采用预装配后，在组合状态下一次同时加工各被联接零件上的销孔，以保证精度。此外，销钉不宜经常拆卸，否则会破坏联接件的牢固性和精确性。

### 定位销
定位销主要用于定位，以确定零件的相对位置，必须两个一起使用，否则不能防止被联接零件间的相对错动。两定位销之间的距离越远，定位精度越高。为便于装拆，定位销与被定位零件上销孔的配合方式为过盈配合/间隙配合。其中，结构中的基本零件或底层零件、厚度较大、硬度较高的零件上销孔与销宜采用过盈配合，与其他零件上的销孔则采用间隙配合。:535

### 安全销
安全销可以作为安全装置的过载保护元件，传递不大的载荷。安全销在机器过载时应被剪断，设计时应考虑断口平齐，不易飞出和易于更换。为避免剪断时破坏孔壁，可在销孔内加装销套。:202-203